# Terapia elettroconvulsivante
La terapia elettroconvulsivante (TEC), comunemente nota come elettroshock, è una tecnica terapeutica usata in neurologia e psichiatria basata sull'induzione di convulsioni nel paziente mediante passaggio di una corrente elettrica attraverso il cervello. La terapia fu sviluppata e introdotta negli anni trenta dai neurologi italiani Ugo Cerletti e Lucio Bini.
Di norma, vengono applicati da 70 a 120 volt esternamente alla testa del paziente, dando luogo a circa 800 milliampere di corrente continua che passano tra gli elettrodi, per una durata da 100 millisecondi a 6 secondi, da tempia a tempia (TEC bilaterale) o dalla parte anteriore a quella posteriore di un lato della testa (TEC unilaterale). Tuttavia, solo circa l'1% della corrente elettrica attraversa il cranio osseo fino al cervello, poiché l'impedenza del cranio è circa 100 volte superiore all'impedenza della pelle.
L'effettiva utilità e opportunità di questa tecnica sono tutt'oggi molto dibattute. Alcuni tipi di pazienti presentano oggettivi miglioramenti in seguito al trattamento (depressione cronica grave e di tipo catatonico o nelle situazioni di sindrome neurolettica maligna), in altri casi i pazienti subiscono effetti indesiderati, come ad esempio l'amnesia. La terapia ha comunemente una fama negativa, a causa sia dell'abuso che ne è stato fatto a volte in passato, sia della rappresentazione che ne è stata data nel cinema e nella narrativa, tanto da risultare in molti casi un tabù anche in ambito professionale.

## Storia
Dopo aver condotto all'Università di Genova e successivamente all'Università di Roma, vari esperimenti sugli animali per studiare le conseguenze neurologiche delle crisi epilettiche, Ugo Cerletti cominciò ad utilizzare l'elettroshock su pazienti neuropsichiatrici.
Sin dal 1935 il metrazolo, un farmaco convulsivante, e l'insulina erano largamente usati in molti paesi per il trattamento della schizofrenia. L'approccio "terapeutico" era basato sulle ricerche effettuate dal premio Nobel Julius Wagner-Jauregg sull'uso di convulsioni indotte attraverso la malaria per la cura di alcuni disturbi nervosi e mentali, come la demenza paralitica causata dalla sifilide, nonché sulle teorie sviluppate da Ladislas Meduna, secondo cui la schizofrenia e l'epilessia erano disturbi antagonisti; ricerche e teorie che nel 1933 portarono Manfred Sakel a sviluppare la terapia del "coma insulinico" in psichiatria e Meduna la terapia convulsivante con il cardiazol.
Cerletti praticò per la prima volta l'elettroshock nel 1938, in collaborazione con Lucio Bini, che lo sperimentò su un cane. Successivamente ripetette l'esperimento su un paziente con sintomi di delirio, allucinazione e depressione. Una serie di scariche elettriche permisero al paziente di tornare a uno stato mentale di "normalità" e di riprendere il suo lavoro. Conseguentemente negli anni successivi Cerletti e i suoi collaboratori effettuarono regolarmente gli elettroshock terapeutici, sia su animali sia su pazienti neuropsichiatrici, valutando l'affidabilità della pratica e la sua sicurezza e utilità nella pratica clinica, specialmente per il trattamento della psicosi maniaco-depressiva e dei casi più gravi di depressione. Il loro lavoro e le loro ricerche ebbero un'influenza notevole e l'uso dell'elettroshock si diffuse velocemente in tutto il mondo. L'apparecchio originale utilizzato da Cerletti e Bini per le prime osservazioni sui pazienti della Clinica universitaria è attualmente esposto al Museo di Storia della Medicina della Sapienza Università di Roma e fu oggetto di contesa tra Italia e USA negli anni '60.
Secondo il dizionario Larousse, la TEC è particolarmente indicata in tutte le psicosi da shock (melanconie, manie, deliri, legate a shock morali intensi, cioè quello che oggi chiamiamo "disturbo post-traumatico da stress") in cui avrebbe un successo del 100% con una media di 6-8 sedute; 80% di successi nella depressione, psicosi maniaco-depressiva e negli stati confuso-onirici di origine tossica (alcol), tumorale, infettiva; di contro, riporta come nelle patologie croniche, soprattutto se legate a danni fisici in ambiti localizzati del cervello, come le schizofrenie, demenza, ritardo mentale, autismo, epilessia, gli insuccessi e le remissioni superano i successi, giungendo al risultato che l'automatismo mentale indotto dalla crisi convulsiva sembra meglio influenzato se il disturbo è di origine ambientale, tanto più se recente. Per questi motivi la TEC era considerata la terapia d'elezione per la depressione e le patologie ad essa correlate, piuttosto che per altri tipi di patologie, specie neurologiche. Per questo la TEC è stata usata non solo nelle patologie neuro-psichiatriche propriamente dette, ma anche in quelle psicosomatiche, ossia derivate da eventi ambientali vissuti: asma, eczemi, psoriasi, prurito di Hebra, dermatite seborroica, con risultati spesso favorevoli.
Inizialmente la terapia veniva praticata su pazienti coscienti, senza l'uso di anestesia e rilassanti muscolari. I pazienti perdevano conoscenza durante la seduta e subivano violente contrazioni muscolari incontrollate che a volte portavano a fratture ossee, specialmente alle vertebre, e stiramenti muscolari. Con il progressivo miglioramento dei trattamenti farmacologici per le malattie mentali, a partire dalla seconda metà del XX secolo l'uso dell'elettroshock si ridusse notevolmente.
Verso la metà degli anni ottanta la terapia ha conosciuto una fase di espansione e di rivalutazione negli Stati Uniti, allorché le compagnie assicurative avevano introdotto nei contratti una clausola in base alla quale esse avrebbero pagato agli assicurati il ricovero per non più di sette giorni, decorsi i quali la copertura assicurativa sarebbe scattata solo nel caso di necessità di interventi maggiori, quali per esempio quelli chirurgici; nello specifico in psichiatria l'unico intervento maggiore che avrebbe giustificato la prestazione assicurativa anche oltre i primi sette giorni di ricovero è l'elettroshock.
Oggi l'elettroshock è impiegato raramente e solo nel trattamento dei casi in cui ha dimostrato un'effettiva utilità clinica, previa somministrazione di anestetici (narcosi) e rilassanti muscolari (spasmolisi) per controllare le convulsioni.

## Descrizione

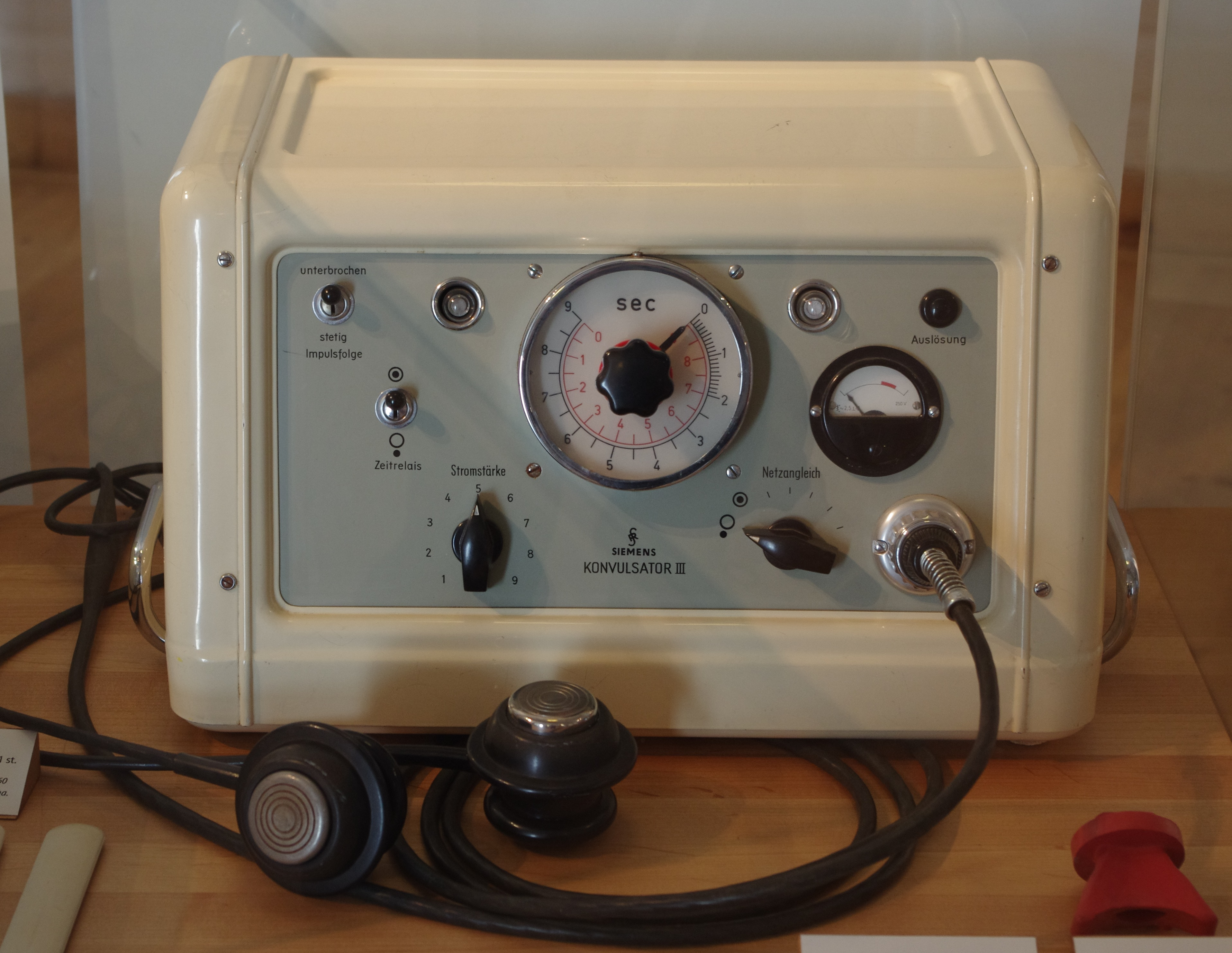
Il Konvulsator III, un dispositivo elettronico prodotto dalla Siemens negli anni '50 utile a praticare la terapia

L'effetto terapeutico è dovuto alla crisi convulsiva, il passaggio di corrente elettrica è solamente il metodo più sicuro per ottenere le convulsioni; la corrente elettrica in sé non ha effetti terapeutici. Per indurre le convulsioni viene fatta passare attraverso il cervello una corrente elettrica continua, tipicamente 0,9 Ampere, della durata di una frazione di secondo per mezzo di due elettrodi applicati in specifici punti della testa, previa apposizione di un gel, una pasta o una soluzione salina per evitare bruciature della pelle. La TEC bilaterale è più efficace di quella unipolare.
Poiché nelle moderne apparecchiature viene somministrata la corrente continua, tipicamente la tensione può arrivare sino a 450 volt, ma solitamente ci si limita a circa la metà. Il dizionario medico Larousse riporta i valori sperimentati e utilizzati da Cerletti: 125-135 volt, 0,3-0,6 ampere, per un decimo di secondo; specifica anche che la crisi si ottiene anche con soli 60 volt (assenza epilettica o infra-crisi); più è alta la tensione, più la crisi è intensa e con essa l'effetto terapeutico. Gli apparecchi usati prendono il nome di "apparecchio di Lapipe e Rondepierre" e "apparecchio di Delmas-Marsalet". Spesso le macchine sono programmabili in joule, in modo che il neurologo possa somministrare la minima energia possibile, riducendo la durata dello shock. Il manifestarsi delle convulsioni viene constatato con un monitoraggio elettroencefalografico (non sempre lo stato convulsivo si presenta con manifestazioni fisiche).
Le convulsioni indotte dalla corrente elettrica, se non modificate tramite adeguamento della tensione, sono più intense di quelle prodotte durante una crisi epilettica. L'induzione di adeguate convulsioni generalizzate è necessaria per produrre l'effetto terapeutico. Terminate le convulsioni si ha un periodo di tempo durante il quale l'attività corticale è sospesa e il tracciato elettroencefalografico è piatto. Alcuni psichiatri oppositori della TEC affermano che questa fase equivalga alla morte cerebrale e sia causa di danno cellulare, tuttavia non esistono prove certe al riguardo. Al risveglio i pazienti non hanno alcun ricordo delle convulsioni e dei momenti precedenti la sessione. Alcuni medici hanno paragonato la TEC e il meccanismo terapeutico al reset dei computer.
Il ciclo terapeutico comprende da sei a dodici trattamenti somministrati al ritmo di tre volte a settimana. Secondo alcuni studi le sedute devono essere separate da almeno un giorno. Il meccanismo di azione della TEC non è conosciuto, ma diversi studi hanno dimostrato che la ripetuta applicazione del trattamento influisce su diversi neurotrasmettitori nel sistema nervoso centrale e nel riassestamento degli assoni che modifica l'architettura dei circuiti nervosi riportandola ad uno stato precedente ossia annullando le modificazioni intervenute nel corso dei mesi precedenti al trattamento e quindi a eventuali eventi traumatici subiti. La TEC sembra sensibilizzare due sottotipi di recettori per la serotonina (5-HT), aumentando la trasmissione del segnale. Inoltre la TEC riduce l'efficacia della norepinefrina e della dopamina inibendo gli auto-recettori rispettivamente nel locus coeruleus e nella substantia nigra, causando il rilassamento di molti pazienti.

### Rischi ed effetti collaterali
I rischi maggiori presentati dalla TEC sono quelli dovuti all'anestesia generale che viene somministrata a chi vi viene sottoposto. Non ci sono altri gravi rischi che ne precludano l'uso. I principali effetti collaterali sono confusione e perdita della memoria degli eventi prossimi al periodo del trattamento. Entrambi gli effetti scompaiono generalmente nell'arco di un'ora dal risveglio. Un effetto indesiderato minore è il dolore muscolare sofferto al risveglio a causa dei rilassanti muscolari.
Gli effetti persistenti sulla memoria sono variabili. Tipicamente nel trattamento bilaterale, con gli elettrodi posti cioè ai due lati del cranio, si può avere una parziale perdita di memoria per gli eventi accaduti nel periodo delle sessioni terapeutiche e nei sei mesi precedenti, con difficoltà a memorizzare nuove informazioni per un periodo di due mesi dopo il trattamento. Alcuni studi di neuropsicopatologia hanno mostrato un ritorno alla normalità delle capacità di memorizzazione ed apprendimento dopo diversi mesi, sebbene l'entità del danno alla memoria ed il recupero sia molto variabile da individuo ad individuo.
I timori che la TEC possa indurre danni cerebrali strutturali non trovano conferma in decenni di ricerche effettuate sia sugli esseri umani sia su animali. Altri studi al contrario suggeriscono che il trattamento TEC a lungo termine sembra proteggere il cervello dagli effetti dannosi della depressione. La TEC incrementa l'espressione di fattori neurotrofici cerebrali nel sistema limbico, stimolando la crescita e proteggendo i neuroni dall'atrofizzazione indotta dalla depressione.

### Attuale impiego terapeutico
Attualmente la TEC è utilizzata prevalentemente nel trattamento della depressione grave cronica, in particolare nelle forme complicate da psicosi. Può essere impiegata anche in casi di depressione grave in cui la terapia con antidepressivi ripetuta e/o la psicoterapia non si sono rivelati efficaci, nei casi in cui queste terapie siano inapplicabili o quando il tempo a disposizione è limitato, per esempio nei casi di tendenze suicide. La TEC, laddove possibile, è utilizzata in un caso come presidio di urgenza: nella sindrome neurolettica maligna (overdose di psicofarmaci neurolettici) qualora la gravità ne costituisca un pericolo di morte, l'applicazione immediata della TEC ha mostrato scongiurare questo rischio.
Altre indicazioni specifiche si hanno nei casi di depressione associata a malattie o gravidanza, in cui la somministrazione di antidepressivi può essere rischiosa per la madre o per lo sviluppo del feto. In questi casi, dopo avere attentamente valutato il rapporto costo/benefici, alcuni psichiatri ritengono la terapia elettroconvulsivante la soluzione migliore per la depressione grave. In alcuni casi la TEC è anche usata per trattare le fasi maniacali del disturbo bipolare e condizioni non comuni di catatonia. L'elettroshock deve essere somministrato in condizioni controllate e da personale specializzato, come prescritto da diverse legislazioni relative alla salute mentale.
In Italia il riferimento principale è la circolare del Ministero della Salute del 15 febbraio 1999. La circolare stabilisce che la TEC deve essere somministrata esclusivamente nei casi di "episodi depressivi gravi con sintomi psicotici e rallentamento psicomotorio", dopo avere ottenuto il consenso informato scritto del paziente, al quale devono essere esposti i rischi ed i benefici del trattamento e le possibili alternative. In Italia questo orientamento è stato ulteriormente statuito dalla Regione Piemonte con la Legge Regionale 14/2002. L'applicazione dello shock deve avvenire in narcosi e spasmolisi ossia su paziente incosciente per l'effetto di anestetici e trattato con rilassanti muscolari per controllare le contrazioni muscolari.
Esistono casi in cui la validità del consenso informato è dubbia a causa dello stato mentale del paziente. Questi casi impongono gravi problemi decisionali, in cui contrastano tra loro la salute del paziente, la sua capacità decisionale, la responsabilità del medico e la relazione medico-paziente. La legislazione e la giurisprudenza delle diverse nazioni che si trovano ad affrontare il problema sono in progressiva evoluzione.
Nel 2013, secondo il Presidente della Commissione di inchiesta del Senato sul Servizio Sanitario Nazionale Ignazio Marino, il numero di strutture ospedaliere in Italia in cui si pratica la terapia con elettroshock è pari a 91.

### Casi celebri
- Ernest Hemingway morì suicida nel 1961 poco dopo essere stato sottoposto a TEC, per almeno quindici volte, alla Mayo Clinic di Rochester.[28] Tuttavia non vi è alcuna correlazione provata fra le terapie elettroconvulsivanti a cui fu sottoposto e la decisione ultima di togliersi la vita.[29]
- Robert M. Pirsig ebbe una grave crisi nervosa, per curare la quale fu ricoverato a più riprese in vari ospedali psichiatrici tra il 1961 ed il 1963.[30] La diagnosi era di schizofrenia paranoide e di depressione clinica, formulata da psicoanalisti, trattata con TEC in numerose occasioni,[31] di cui parlò nel suo romanzo autobiografico, Lo Zen e l'arte della manutenzione della motocicletta.[32]
- Nel suo ultimo libro Yoga, lo scrittore francese Emmanuel Carrère, rivela di essersi ammalato di una forma grave di depressione con "idee suicidarie in un quadro di disturbo bipolare di tipo II" (dalla sua cartella clinica). L'équipe medica, nel suo caso, decise di intervenire "con l'artiglieria pesante", e cioè con TEC, in quanto il suo venne giudicato un disturbo affettivo psicotico farmacoresistente con suicidarietà intrattabile. Pur essendo stato in analisi per trent'anni, lo scrittore dichiara, nel capitolo Storia della mia pazzia, che solo i sali di litio quotidianamente e la TEC lo hanno salvato.[33]